# Башар, Шюкуфе Нихаль
Шюкуфе Нихаль Башар (имя при рождении Шюкуфе Нихаль, 1896 — 24 сентября 1973) — турецкая поэтесса.

## Биография
Родилась в 1896 году в Стамбуле. Её отец был военным медиком, мать — домохозяйкой. Перед тем, как пойти в школу училась дома. В связи с работой отца, семья часто переезжала, поэтому Шюкуфе училась в разных школах.
В 1916 году поступила в Стамбульский университет для изучения литературы, в 1918 году перевелась на географический факультет. Окончила университет в 1919 году. После этого преподавала. В 1924 году принимала участие в создании союза турецких женщин.
В 1953 году прекратила преподавательскую деятельность. С 1965 года жила в доме для престарелых. Умерла там же 24 сентября 1973 года.

### Личная жизнь
Дважды была замужем, оба брака закончились разводом.
Первый муж Шюкуфе — писатель и педагог Митхат Садуллах известен тем, что принимал участие в разработке нового турецкого алфавита. Шюкуфе вышла за него в 1912 году, через семь лет супруги развелись. У них был сын.
Следующим мужем Шюкуфе стал экономист Ахмет Хамди Башар. Они развелись в 1950-х гг.
Также известно, что у Шюкуфе был ряд романов. К мужчинам, с которыми у Шюкуфе были любовные отношения, историки относят Назыма Хикмета и Ахмета Кутси. Также возможно, в их число входил Фарук Нафиз. Брат поэта Дженапа Шахабеттина покончил с собой, после того, как Шюкуфе отвергла его ухаживания.

## Творчество
Писать начала ещё в детстве. Как поэт испытала влияние Намыка Кемаля, Абдюлхака Хамида, Тевфика Фикрета и Нигяр-ханым.